# ⁷
⁷, appelé sept en exposant, sept supérieur ou exposant sept, est un chiffre sept en exposant ou une lettre additionnelle de l’alphabet latin, utilisée dans l’écriture du cayuga. C’est une lettre 7 en exposant.

## Utilisation
En cayuga, le coup de glotte en exposant ‹ ˀ › est parfois utilisé comme caractère dans certains documents.

## Représentations informatiques
L’ exposant sept peut être représenté avec les caractères Unicode suivants (Exposants et indices) :
| formes       | représentations | chaînes de caractères | points de code | descriptions  |
| ------------ | --------------- | --------------------- | -------------- | ------------- |
| modificative | ⁷               | ⁷                     | U+2077         | exposant sept |

## Sources
- (en) « Writing systems », sur Cayuga: our oral legacy (COOL) – Memorial University (archivé sur Internet Archive)
- (en) « Fonts », sur Ohwejagehka: Ha'degaenage